# Peter Nworah
Peter Nworah (* 15. prosince 1990, Lagos) je nigerijský fotbalový útočník a bývalý mládežnický reprezentant, od července 2016 působící v týmu MFK Frýdek-Místek. V zahraničí působil na klubové úrovni v Belgii, Česku, ve Španělsku a na Slovensku.

## Klubová kariéra
V Evropě hraje od svých 17 let. Nejprve působil v belgickém mužstvu KVC Westerlo, kde nastupoval v mládežnických letech. V roce 2010 odešel do Španělska a stal se hráčem Atlética Baleares. Na přelomu let 2012 a 2013 přišel na Slovensko. Zamířil do Tatranu Prešoov, který jej pro jarní část sezóny 2012/13 poslal na hostování do Partizánu Bardejov. V létě 2013 se vrátil zpět do Tatranu a v jeho barvách nastupoval ve 2. lize. V říjnu 2013 přestoupil do prvoligového celku FC Spartak Trnava. Ve Spartaku hrál také za rezervu.
Před sezonou 2014/15 odešel do klubu FO ŽP ŠPORT Podbrezová, tehdejšího nováčka 1. slovenské ligy. Zde odehrál jednu sezónu a v létě 2015 v klubu skončil. Vzápětí podepsal kontrakt s tehdy nováčkem 1. slovenské ligy, týmem MFK Zemplín Michalovce.

### FC Hradec Králové
V zimním přestupovém období ročníku 2015/16 odešel do České republiky do klubu FC Hradec Králové, kde se domluvil na kontraktu.

#### Sezona 2015/16
Premiérový start v dresu Hradce Králové si připsal 12. března 2016 v ligovém utkání 18. kola proti B-týmu SK Sigma Olomouc (výhra 3:0), když v 82. minutě vystřídal Jana Pázlera. S mužstvem postoupil zpět do české nejvyšší soutěže, když jeho klub ve 28. kole hraném 17. 5. 2016 porazil FK Baník Sokolov 2:0 a 1. SC Znojmo, které bylo v tabulce na třetí pozici, prohrálo s FC Sellier & Bellot Vlašim. V neúplné sezoně 2015/16 nastoupil do čtyř ligových zápasů, ve kterých se objevil vždy jako střídající hráč. V létě 2016 v Hradci skončil.

### MFK Frýdek-Místek
Před sezonou 2016/17 se dohodl na kontraktu s mužstvem MFK Frýdek-Místek.